# Henrique de Curitiba
Zbigniew Henrique Morozowicz ps. artyst. Henrique de Curitiba (ur. 29 sierpnia 1934 w Kurytybie w stanie Parana, Brazylia, zm. 18 lutego 2008 tamże) – kompozytor brazylijski pochodzenia polskiego.
Urodził się w rodzinie polskich emigrantów, zamieszkałych w Brazylii od roku 1925. Jego ojciec Tadeusz Morozowicz był tancerzem i choreografem, który po studiach w Petersburgu występował m.in. w Teatro alla Scala w Mediolanie, jego matka była pianistką. 
Pierwsze utwory chóralne skomponował w roku 1950. Ukończył w roku 1953 miejscową szkołę muzyczno-artystyczną i został organistą w katedrze w Kurytybie. Kontynuował studia muzyczne w Escola Livre de Música do Estado de São Paulo: fortepian u Henry Jollesa i kompozycję u Joachima Koellreutera. 
W roku 1960 uczestniczył w VI Międzynarodowym Konkursie Pianistycznym im. Fryderyka Chopina, po czym pozostał przez rok w Polsce, by doskonalić umiejętności pianistyczne u Margerity Trombini-Kazuro.
W roku 1981 uzyskał Morowicz stopień „Master's Degree“ na Cornell University, Ithaca College w Nowym Jorku pod kierownictwem kompozytora Karela Husy. Od tego czasu poświęcił się głównie kompozycji pod pseudonimem Henrique de Curitiba.
Stworzył ponad 150 dzieł, w tym wiele utworów chóralnych.